# Marcos Alonso Peña
Marcos Alonso Peña   (Santander, 1 d'octubre de 1959 - Madrid, 9 de febrer de 2023) va ser un futbolista i entrenador de futbol càntabre. Com a jugador ocupava la posició de migcampista.
Era fill del també futbolista Marcos Alonso Imaz (Marquitos), que va jugar al Reial Madrid als anys 1960. Era, a la vegada, pare de Marcos Alonso Mendoza, jugador del FC Barcelona i internacional amb la selecció espanyola.

## Trajectòria
Sense gaire èxit en els equips inferiors del Reial Madrid, va debutar a primera divisió en el club de la seua ciutat natal, el Racing de Santander, a la campanya 78/79, en el seu segon any com a professional.
El 1979 fitxa per l'Atlètic de Madrid, on continua progressant com una ferma promesa del futbol espanyol. D'eixa manera, el FC Barcelona paga 150 milions de pessetes pel seu fitxatge el 1982, el més car fins al moment a la competició espanyola. A la 82/83 disputa 30 partits i marca sis gols amb l'equip blaugrana. Va ser un dels quatre futbolistes del Barça que van fallar el tir de penal a la final de la Copa d'Europa de 1986, davant l'Steaua de Bucarest.
Es va retirar el 1991, després de tornar a l'Atlètic de Madrid i al Racing de Santander, amb qui pujà a primera divisió.
Posteriorment, va seguir la seua carrera com a tècnic, tot començant al Rayo Vallecano, amb qui va aconseguir guanyar al Reial Madrid al mateix Santiago Bernabéu. Més tard, continuà com a tècnic d'equips de Primera i Segona Divisió: Sevilla FC, Atlètic de Madrid, Reial Saragossa, Reial Valladolid, Màlaga CF i Granada 74 CF.

## Internacional
Marcos Alonso va disputar 22 partits amb la selecció espanyola, tot debutant el 25 de març de 1981 davant Anglaterra. Va marcar un gol, contra Islàndia, i va participar en l'Eurocopa de 1984.

## Palmarès
- Lliga espanyola 84/85
- Copa del Rei 1983
- Supercopa d'Espanya 1983
- Copa de la Lliga 82/83 i 85/86